# جون هنت
جون هنت (بالإنجليزية: John Hunt, Baron Hunt) (و. 1910 – 1998 م) هو مستكشف، وسياسي، وعسكري، من المملكة المتحدة، ولد في شيملا، ويحمل رتبة عسكرية brigadier، توفي في هنلي أون تيمز، عن عمر يناهز 88 عاماً.

## مناصب
تولى منصب عضو مجلس اللوردات.

## التعليم
تعلم في الكلية العسكرية الملكية بساندهيرست ‏.

## الخدمة العسكرية
خدم في الجيش البريطاني.

## جوائز
حصل على جوائز منها:
- ميدالية المؤسس  [لغات أخرى]‏ (1954)
- نيشان الخدمة المتميزة [الإنجليزية]‏
- قائد وسام الامبراطورية البريطانية.

## روابط خارجية
- جون هنت على موقع الموسوعة البريطانية (الإنجليزية)
- جون هنت على موقع مونزينجر (الألمانية)